# Navigroso
I Navigroso (talvolta anche Navaioso, Navajoso o Navaglioso) furono una famiglia patrizia veneziana, annoverata fra le cosiddette Case Nuove.

## Storia
Le informazioni al riguardo dell'origine di questa casa sono scarne e assai limitate.
Alcune fonti identificano i Navigroso con quella famiglia che riuscì a strappare ai bizantini l'isola di Stalimene, nell'Egeo settentrionale, e di cui furono signori per conto della Serenissima. Qualche cronaca, tuttavia, azzarda l'ipotesi che i Navigroso e i Navagero fossero la medesima casa.
Comunque sia, pare che questo casato fosse assunto nel novero del patriziato veneziano alla serrata del Maggior Consiglio, nel 1297. Degno di menzione è un ser Nicolò, che partecipò alla Quarta crociata e, il 9 maggio 1204, fu uno dei dodici notabili che elessero Baldovino di Fiandra quale primo Imperatore latino di Costantinopoli. Egli compose poi un resoconto della propria esperienza in Oriente, che è oggi un'importante fonte per la conoscenza degli avvenimenti successivi alla presa di Bisanzio.
I Navigroso si estinsero con ogni probabilità nel 1342, alla morte di un certo Pietro Navigroso, Presidente alla Camera del Canevo.